# Pleustes victoriae
Pleustes victoriae är en kräftdjursart som beskrevs av Edward Lloyd Bousfield och Hendrycks 1994. Pleustes victoriae ingår i släktet Pleustes och familjen Pleustidae. Inga underarter finns listade i Catalogue of Life.